# Perugia (provins)
Perugia är en provins i regionen Umbrien i Italien. Perugia är huvudort i provinsen. Provinsen etablerades med namnet Umbrien efter slaget vid Castelfidardo 1860 när Kungariket Sardinien annekterade området från Kyrkostaten. Kommuner flyttades till provinsen Rom 1923 och provinsen Terni bröts ut 1927 och provinsen namn ändrades till det nuvarande.

## Världsarv i provinsen
Assisi, Sankt Franciskus basilika och andra franciskanerplatser världsarv sedan 2000.

## Administration
Provinsen Perugia är indelad i 59 comuni (kommuner).